# عبد الغني بن مسعود الزموري
عبد الغني بن مسعود الزموري (توفي سنة 1621) هو طبيب مغربي في عهد أسرة السعديين. كان أحد طلاب قاسم بن محمد الغساني.

## آثاره
- القول المفيد في علاج الحصى بقول سديد
- خواص النباتات، وشرح فيه الأدوية باللسان اليوناني والسرياني  والفارسي والعجمي. كما يذكر للطبيب أبو القاسم الغول الفشتالي أرجوزة في علاج العيون وأدوائها وأخرى في الأعشاب وخواصها في شفاء الأمراض.[2]